# Beyond Rock Bottom
Beyond Rock Bottom ist ein ungarischer Dokumentarfilm von Ádám Miklós aus dem Jahr 2024.

## Inhalt
Die jungen Ungarn Boróka und Szilveszter sind in einem Programm für Drogenaussteiger. Neben Gesprächsrunden und Therapiesitzungen treffen sie sich mit anderen Aussteigern zum Hallen- oder Felsklettern. Dabei kommen sie an ihre Grenzen und müssen sich selbst überwinden.
Borókas Eltern sind beide drogenabhängig und sie wuchs mit Gewalt in der Familie auf. Sie hat keinen Kontakt mehr zu ihrem Vater und trifft sich nur ab und zu mit ihrer Mutter. Beim Klettern sind ihre Ziele stets zu ambitioniert, weshalb sie wie im echten Leben an ihren Ansprüchen scheitert. Roland spricht ihr Mut zu und lobt ihre Stärke. Zugleich weist er sie auf ihren Drang hin, nicht zu vereinsamen. Zuletzt bricht sie zu einer Reise in die USA auf und verabschiedet sich mit Tränen in den Augen von ihrer Familie. Eine Texttafel informiert, dass sie zurückgekehrt ist und ein Studium begonnen hat.
Szilveszter ist homosexuell und erlebte, wie sein Vater jahrelang gegen Homosexualität schimpfte. Dies rief in ihm eine große Unsicherheit hervor, die er mit Drogen füllen wollte. In Gesprächen mit seinem Mentor Roland erkennt er, dass er erst mit sich selbst ins Reine kommen muss, bevor er seine Sexualität akzeptieren kann. Zunächst hat er nur mit seiner Mutter Kontakt, doch später trifft er sich mit seinem Vater und konfrontiert ihn, mit den Ängsten seiner Kindheit. Nachdem er von der Krebserkrankung seines Vaters erfährt, wird er rückfällig, geht dann aber freiwillig in eine Rehab-Klinik. Eine Texttafel informiert, dass er nach dem Aufenthalt clean geblieben ist und studieren will.

## Produktion
Miklós drehte zuvor bereits drei Dokumentarfilme, in denen er stets Menschen in schwierigen Situationen begleitet. Bei diesem Film verantwortete er als Autorenfilmer Regie, Buch, Kamera und Schnitt.
Der Film feierte seine Premiere 2024 beim Internationalen Filmfestival Warschau. Zudem wurde er auf dem DOK.fest München 2025 in der Reihe In guter Gesellschaft? gezeigt.

## Auszeichnungen
- 2024: Internationales Filmfestival Warschau Spezielle Nennung durch die Jury in der Kategorie Bester Dokumentarfilm